# Ruahine Forest Park
Der Ruahine Forest Park ist ein unter Naturschutz stehender Wald in den Regionen Manawatu-Wanganui und Hawke’s Bay, auf der Nordinsel von Neuseeland. Der Park untersteht dem Department of Conservation.

## Namensherkunft
Der Name „Ruahine“ soll in der Sprache der Māori so viel wie „weise Frau“ bedeuten und eine Großenkeltochter des Kaitaki-Anführer des Aotea Waka gewesen sein.

## Geographie
Der Ruahine Forest Park erstreckt sich über die Berge der Ruahine Range in einer Nordnordost-Südsüdwest-Richtung in einer Länge von ca. 100 km, beginnend von 45 km westlich von Napier und endend rund 15 km nordöstlich von Palmerston North. An seiner breitesten Stelle misst der Park rund 24 km in Ost-West-Richtung. Auch ein Teil der Mokai Patea Range und der Whanahuia Range zählen zu dem Park. Die höchste Ergebung in dem Park stellt der Mangaweka mit einer Höhe von 1733 m dar. Die Gesamtfläche des Parks umfasst eine Fläche von 93.056 Hektar, die bis auf die Kammlagen der höchsten Erhebungen mit Wald bewachsen ist.

## Geschichte
Dem Gebiet des Ruahine Forest wurde im Jahr 1976 der Status eines Forest Parks verliehen.